# Качурино
Качу́рино — деревня в составе Кадинского сельсовета Могилёвского района Могилёвской области Республики Беларусь.

## Географическое положение
Ближайшие населённые пункты: Каменка, Брыли, Зыли.

## Фотогалерея
- Поворот на Качурино с дороги Могилёв-Сухари